# جنيزة القاهرة

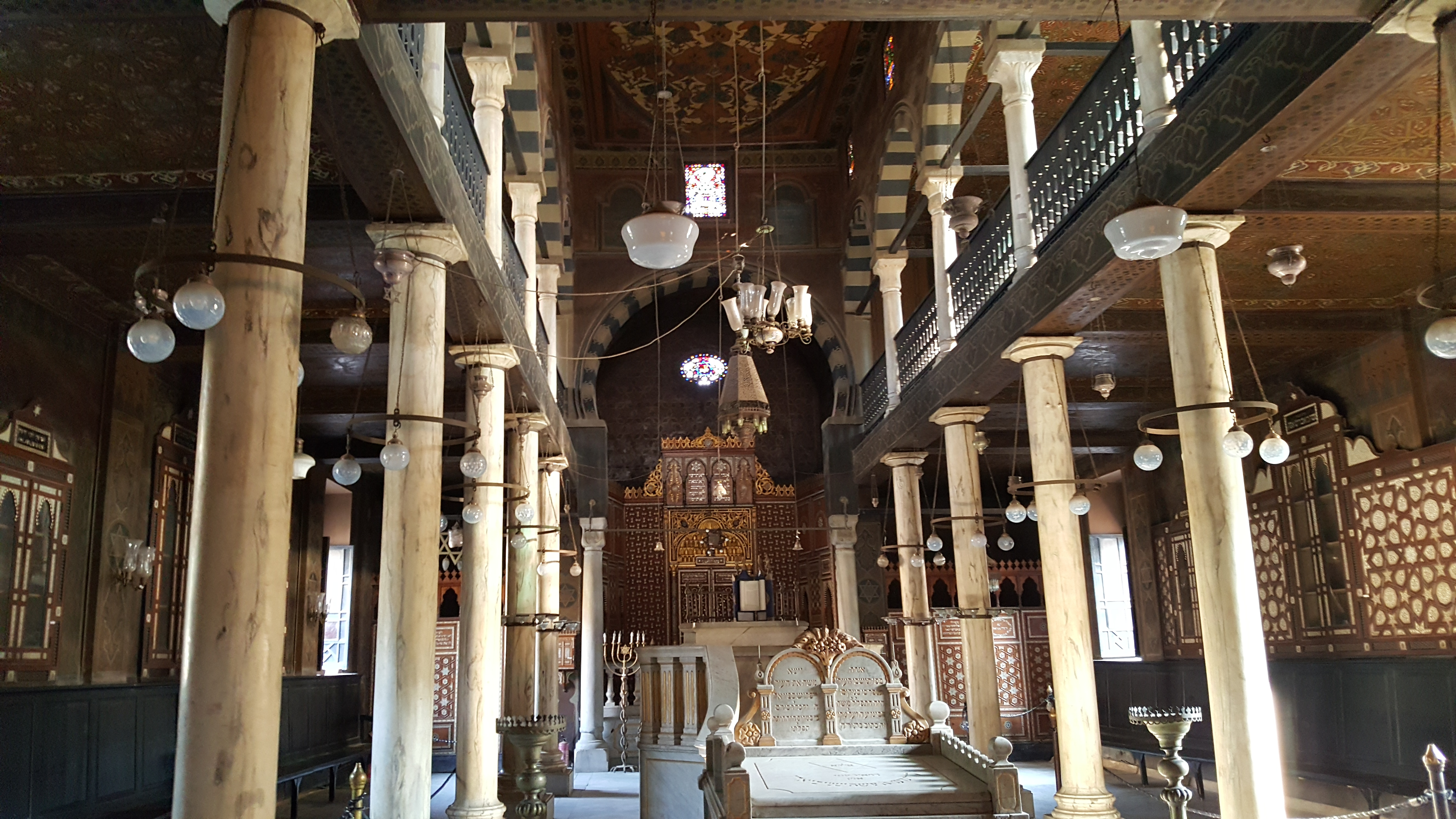
كنيس بن عزرا

الجنيزة القاهرية أو الجنيزا القاهرية (بالعبرية הגניזה הקהירית أو גניזת קהיר) هي مجموعة من المخطوطات والنصوص اليهودية التي عُثر عليها في كنيس بن عزرا في القاهرة، وتُعتبر من المصادر الأساسية لفهم تاريخ اليهودية في العصور الوسطى. تُعرف الجنيزة بأنها مكان مخصص لحفظ النصوص الدينية التي لا يمكن التخلص منها أو إتلافها. تمثل الجنيزة القاهرية خزينة ضخمة من الوثائق التي تروي تفاصيل عن الحياة الدينية والاجتماعية والثقافية لليهود في منطقة البحر الأبيض المتوسط، وتوفر نظرة عميقة على كيفية تفاعل اليهود مع البيئة الثقافية المحيطة بهم.

## تاريخ الاكتشاف
تم اكتشاف الجنيزة القاهرية في أواخر القرن التاسع عشر وأوائل القرن العشرين في كنيس بن عزرا بالقاهرة. كان هذا الكنيس بمثابة مستودع لتخزين الوثائق والنصوص التي لم يكن بالإمكان إعادة تدويرها أو التخلص منها، وذلك بسبب القواعد الدينية التي تحظر تدمير النصوص المقدسة ويسمى بالعبرية - جنيزة. بدأ الاكتشاف عندما لاحظ الباحثون وجود كميات كبيرة من الأوراق القديمة في أماكن غير متوقعة داخل الكنيس، مما دفعهم إلى التحقيق في محتوياتها. بقيت معظم الوثائق في حالة جيدة بفضل المناخ الجاف الذي تتميز به مدينة القاهرة، ولكون الطائفة اليهودية القاهرية طائفة يهودية مركزية في القرون الوسطى، عُثِر في هذه الجنيزة على وثائق وكتب من جميع أنحاء العالم اليهودي.

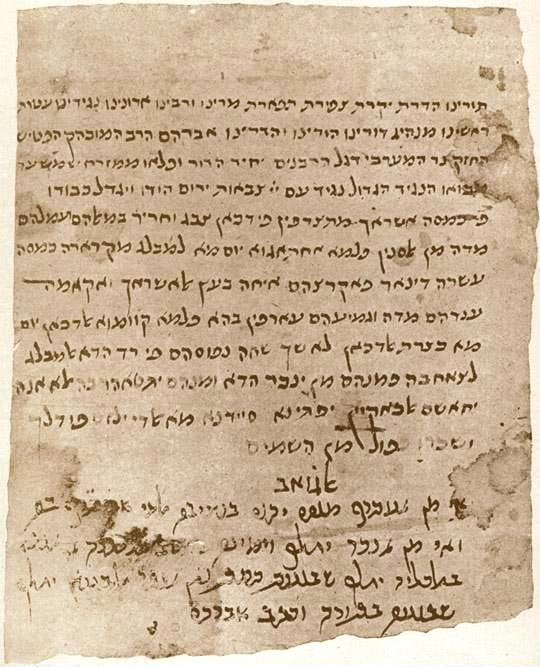
قطعة من الجنيزة القاهرية، أواخر القرن الثالث عشر - رسالة أصلية من إبراهيم، ابن موسى بن ميمون.

## محتويات الجنيزة
تحتوي الجنيزة القاهرية على مجموعة متنوعة من الوثائق التي تعكس جوانب مختلفة من الحياة اليومية لليهود وخاصة في مصر، خلال العصور الوسطى وما بعدها. تشمل المحتويات الرئيسية ما يلي:
- الكتب الدينية: تحتوي الجنيزة على نصوص دينية مثل التوراة، التلمود، ومجموعة من النصوص الفقهية والتفسيرات، التي تقدم رؤى حول الممارسات الدينية والتفاسير الشرعية في ذلك الوقت.
- الرسائل الخاصة: تحتوي الجنيزة على رسائل كتبها أفراد من المجتمع اليهودي إلى بعضهم البعض، وكذلك رسائل موجهة إلى السلطات أو الشخصيات العامة. هذه الرسائل تعكس العلاقات الشخصية والعائلية، وتبادل الأفكار والأخبار بين المجتمعات المختلفة.
- المستندات الإدارية: تشمل سجلات مثل عقود الزواج، وصايا، مستندات ديون، وتوثيق أعمال تجارية. هذه المستندات تساهم في فهم الجوانب الاقتصادية والاجتماعية لليهود في تلك الفترة.
- الوثائق التعليمية: تحتوي الجنيزة على نصوص تعليمية تشمل كتب دراسية وملاحظات حول مواضيع دينية ولغوية. هذه الوثائق تتيح لنا فهم النظام التعليمي والتدريب الديني الذي كان يتبعه المجتمع اليهودي.
- النصوص بالعربية اليهودية: واحدة من الخصائص الفريدة للجنيزة هي النصوص المكتوبة بالعربية باستخدام الأبجدية العبرية، والمعروفة بـ "العربية اليهودية". هذه النصوص تشمل رسائل، تعاليم دينية، وأعمال أدبية، وتبرز التفاعل الثقافي بين اللغتين. تعكس النصوص المكتوبة بالعربية اليهودية كيف دمج المجتمع اليهودي بين الغة المقدسة بالنسبة لهم، المستخدمة في ممارسات يهودية، واللغة العربية التي كانت شائعة في البيئة المحيطة.

تساهم الجنيزة في دراسة تطور اللغات وتفاعل الثقافات، وتعتبر موردًا مهمًا لفهم العلاقة بين اليهود والعالم الإسلامي في تلك الحقبة. النصوص المكتوبة بالعربية اليهودية توفر نظرة ثاقبة على كيفية استخدام اليهود للغة العربية لأغراض دينية وإدارية وأدبية، وتعتبر جزءًا أساسيًا من التراث اللغوي والثقافي لليهودية.

## وصلات خارجية
- https://geniza.princeton.edu/en/
- https://www.lib.cam.ac.uk/collections/departments/taylor-schechter-genizah-research-unit
- https://apcairogenizah.com/
- https://fjms.genizah.org/index.html?lang=eng&UIT=